# Бельсенды-Казах
Бельсенды-Казах — аул в Горьковском районе Омской области России. Входит в состав Павлодаровского сельского поселения.

## География
Аул находится на востоке центральной части Омской области, в пределах Барабинской низменности, к юго-востоку от реки Иртыш, на расстоянии примерно 19 км (по прямой) к западу от посёлка городского типа Горьковское, административного центра района. Абсолютная высота — 108 м над уровнем моря.
Часовой пояс
Аул Бельсенды-Казах, как и вся Омская область, находится в часовой зоне МСК+3. Смещение применяемого времени относительно UTC составляет +6:00.

## Население
| 2002 | 2010 | 2021 |
| ---- | ---- | ---- |
| 261  | ↘176 | ↘135 |

Гендерный состав
По данным Всероссийской переписи населения 2010 года, в гендерной структуре населения мужчины составляли 55,1 %, женщины — соответственно 44,9 %.
Национальный состав
Согласно результатам переписи 2002 года, в национальной структуре населения казахи составляли 97 %.

## Инфраструктура
В ауле функционируют основная общеобразовательная школа и фельдшерско-акушерский пункт (филиал БУЗОО «Горьковская центральная районная больница»).

## Улицы
Уличная сеть аула состоит из двух улиц (ул. Зелёная и ул. Школьная).